# Marmeladkonfekt

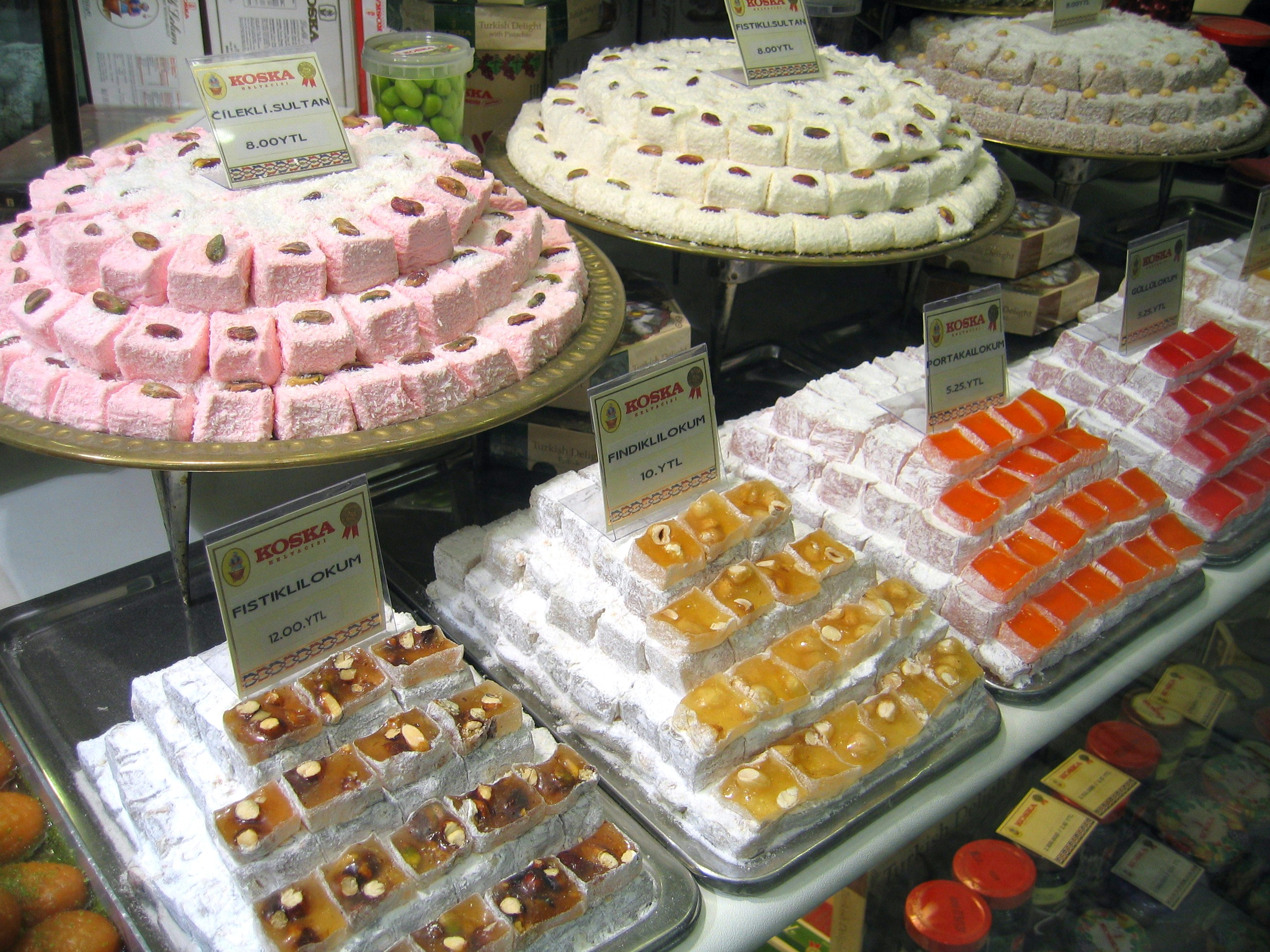
Turkish delight

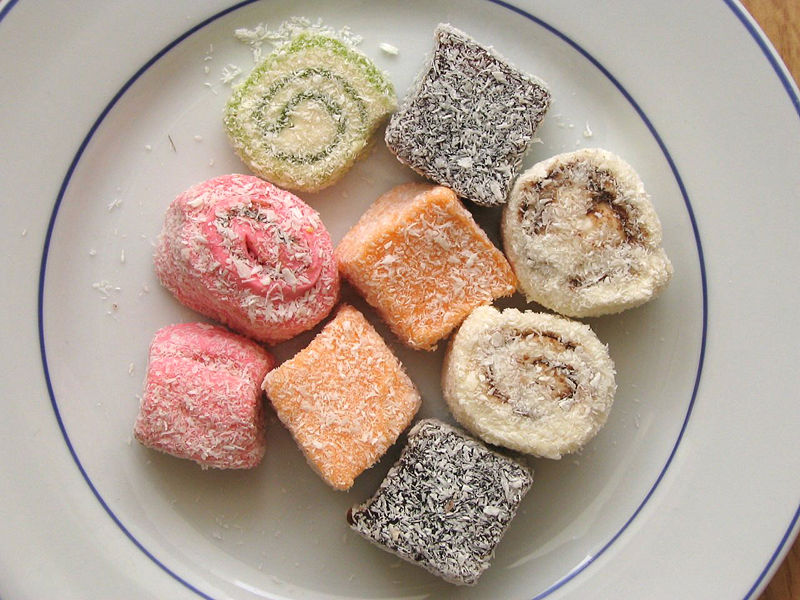
Rahat lokum i England

Marmeladkonfekt, i talspråk marmeladgodis är en familj av konfekt baserad på pektin eller gelatin, socker och någon form av fruktsaft. I Sverige skärs de oftast i små kuber och rullas i strösocker. I till exempel England kan de, istället för strösocker, rullas i florsocker, kokosflarn eller hackade nötter.

## Turkish delight
Turkish delight, rahat lokum eller loukoumi som ursprungligen kommer ifrån Turkiet tillverkas av pistaschnötter, sockermassa och druvsaft.